# 韋伯斯特公園 (伊利諾伊州)
韋伯斯特公園（英語：Webster Park）是位於美國伊利諾伊州比羅縣的一個非建制地區。該地的面積和人口皆未知。

## 地理
韋伯斯特公園的座標為41°19′27″N 89°10′41″W / 41.32417°N 89.17806°W，而該地的平均海拔高度為185米（即607英尺）。